# Wilder Penfield
Wilder Graves Penfield (Spokane, 26. siječnja 1891. - Montreal, 5. travnja 1971.), kanadski liječnik i pionir neurokirurgije, često prozivan najvećim ikad živućim Kanađaninom. Poznat je po tome što je uspio mapirati mozak pomoću zagorenog tosta. Proučavao je i halucinacije, iluzije i fenomen déjà-vu, a velik dio istraživanja usmjerio je i na misaone postupke i proučavao znanstveno uporište u proučavanju postojanja ljudske duše.

## Naslijeđe
Kanadska pošta izdala je 15. ožujka 1991. poštansku marku s njegovim likom.
Na svojoj početnoj stranici pretraživača, Google mu je u 16 država na 5 kontinenata o 127. godišnjici rođenja posvetio Google Doodle.